# Čiv
Čiv (mađ. Piliscsév) je selo na samom sjeveru zapadne polovine Mađarske, podno gore Piliša, 23 km južno od Dunava. Čivski je hrvatski toponim zabilježio Živko Mandić u podunavskom selu Senandriji.

## Upravna organizacija
Upravno pripada doroškoj mikroregiji u Komoransko-ostrogonskoj županiji. Poštanski je broj 2518. U Lejinvaru djeluje bugarska i slovačka samouprava.

## Stanovništvo
U Čivu je prema popisu 2001. živjelo 2339 Čivljana i Čivljanka, 54,9% Slovaka, zatim Mađara, te nešto Nijemaca, Slovenaca, Rumunja, Bugara i Srba.

## Vanjske poveznice
- Službene stranice